# Johan Melander
Johan Melander  (* 21. März 1878 in Ransberg bei Tibro; † 29. Juni 1947) war ein schwedischer Romanist.

## Leben und Werk
Melander promovierte 1916 in Uppsala mit der Étude sur "magis" et les expressions adversatives dans les langues romanes (Uppsala 1916). Von 1923 bis 1932 war er Professor für Romanische Philologie in Göteborg, von 1932 bis 1943 (als Nachfolger von Erik Staaff) Professor für Romanische Philologie an der Universität Uppsala (Nachfolger war Paul Falk). Von 1937 bis 1947 war er Mitherausgeber der Zeitschrift Studia Neophilologica.

## Weitere Werke
- Étude sur l’ancienne abréviation des pronoms personnels régimes dans les langues romanes. Uppsala / Paris 1928.